# 久保井仁菜
久保井 仁菜（くぼい にな、2001年1月25日 - ）は、和歌山県出身の、日本人の女子柔道選手である。階級は48kg級。身長147cm。血液型はA型。組み手は右組み。得意技は寝技（とりわけ肩固）。

## 経歴
柔道は4歳の時に父親が指導者を務める久保井塾で双子の兄とともに始めた。小学校6年の時には全国小学生学年別柔道大会の45kg級に出場するも初戦で敗れた。松洋中学2年の時に全国中学校柔道大会44kg級に出場するが3回戦で敗れた。3年の時には決勝まで進むが、田主丸中学2年の古賀若菜に指導1で敗れた。京都文教高校へ進むと、1年の時に全日本カデ決勝で古賀に送襟絞で敗れて2位だった。全日本ジュニア44kg級では優勝を飾ったが、全国高校選手権には48kg級に出場して5位だった。2年の時には全日本カデ決勝で大成高校1年の河端悠を肩固で破るも、インターハイへの出場を優先して同時期に開催される17歳以下の世界一を決める世界カデ代表を辞退した。アジアジュニアでは優勝したが、インターハイには48kg級で出場して5位だった。全日本ジュニアでは2連覇を果たした。世界ジュニアでは全試合を得意の寝技で一本勝ちして優勝を飾った。この際に、フランスの著名な柔道サイトであるL'Esprit du Judoからコケシに似ていると言われた。全国高校選手権では3位だった。2019年には筑波大学へ進学した。1年の時には体重別団体決勝の東海大学戦で勝利したが、チームは敗れて2位だった。2023年には関彰商事のセキショウアスリートクラブ所属となった。

## 戦績
44kg級での戦績
- 2015年 - 全国中学校柔道大会 2位
- 2016年 - 全日本カデ 2位
- 2016年 - 全日本ジュニア 優勝
- 2017年 - 全国高校選手権 5位（48kg級）
- 2017年 - 全日本カデ 優勝
- 2017年 - アジアジュニア 優勝
- 2017年 - インターハイ 5位（48kg級）
- 2017年 - 全日本ジュニア 優勝
- 2017年 - 世界ジュニア 優勝

48kg級での戦績
- 2018年 - 全国高校選手権 3位
- 2018年 - 全日本カデ 3位
- 2018年 - 全日本ジュニア 　7位
- 2019年 - 体重別団体　2位

（出典、JudoInside.com）